# Neuromodulador

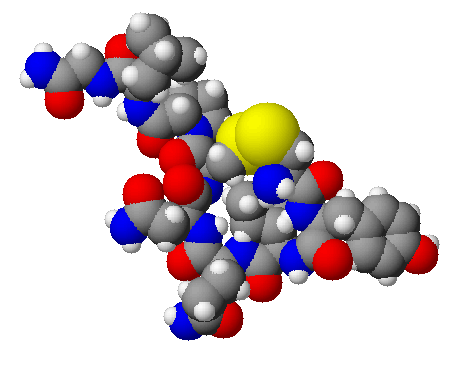
Oxitocina. Estructura química 3D.

Los neuromoduladores son sustancias endógenas, productos del metabolismo, que sin ser acumuladas y liberadas por terminales nerviosas actúan presinápticamente, modulando la síntesis y/o liberación de un neurotransmisor. También actúan postsinápticamente, modificando la unión del ligando a su receptor; influyendo en los mecanismos de transducción del receptor involucrado. O bien pueden actuar a través de receptores propios, con afinidad y características equivalentes a las de los neurotransmisores clásicos.
Muchas moléculas neuromoduladoras endógenas se conocen como neuropéptidos, ya que por su estructura son péptidos, polipéptidos o proteínas.
Neuromoduladores Peptidérgicos: endorfina, encefalina, vasopresina, oxitocina, orexina, neuropéptido Y, sustancia P,  dinorfina A,  somatostatina,  colecistoquinina,  neurotensina,  hormona luteinizante, gastrina y enteroglucagón.

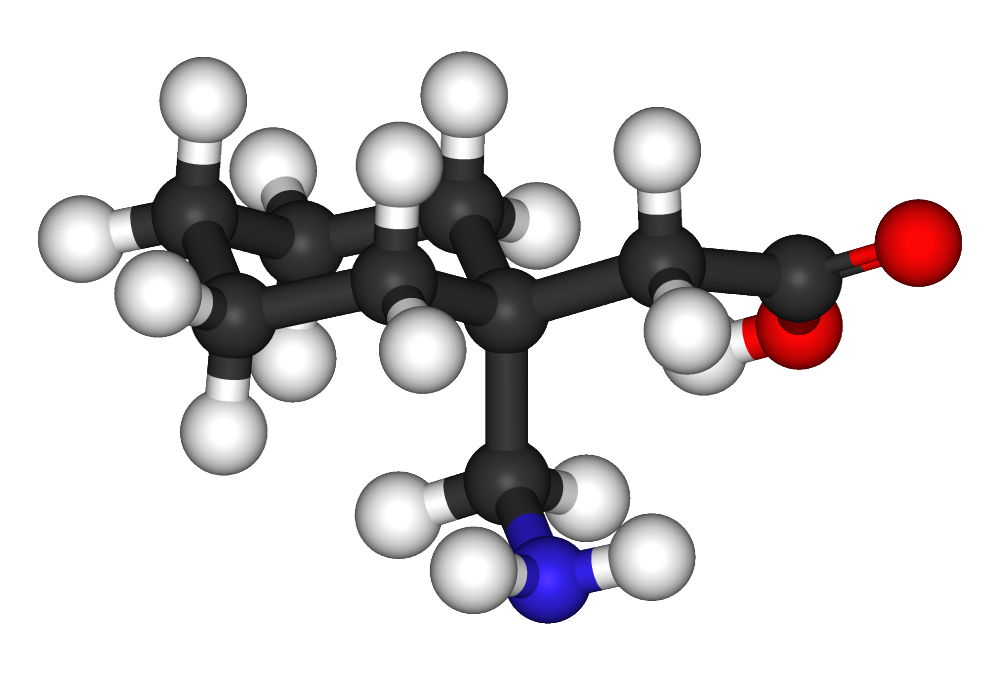
Gabapentina. Estructura química 3D.

Existen además moléculas exógenas o fármacos neuromoduladores -como son la gabapentina, la pregabalina y carbamazepina-, indicados como coadyuvantes en el tratamiento del dolor neuropático. 

Otros -como el topiramato y el ácido valproico- se usan comúnmente para el tratamiento de la epilepsia.

## Aplicaciones en Medicina Estética
En los últimos años, se ha destacado el uso de neuromoduladores en el ámbito de la medicina estética. La capacidad de estos compuestos para modular la actividad neuromuscular ha permitido el desarrollo de tratamientos orientados a la reducción de arrugas y a la corrección de líneas de expresión, logrando resultados naturales y armoniosos. Así, terapias que incorporan, por ejemplo, la aplicación de toxina botulínica se han consolidado como un recurso complementario en procedimientos de rejuvenecimiento facial.